# بايرون جي. هارلان
بايرون جي. هارلان (بالإنجليزية: Byron G. Harlan)‏ هو مغني أمريكي، ولد في 29 أغسطس 1861، وتوفي في 11 سبتمبر 1936.

## وصلات خارجية
- بايرون جي. هارلان على موقع ميوزك برينز (الإنجليزية)
- بايرون جي. هارلان على موقع ديسكوغز (الإنجليزية)